# أليكسي بيكوف
أليكسي بيكوف (24 أغسطس 1984 - ) هو لاعب كرة قدم روسي في مركز الدفاع. لعب مع سخالين يوجنو ساخالينسك ‏.